# Stadion Blagoj Istatov
Das Stadion Blagoj Istatov (mazedonisch Стадион Благој Истатов) ist ein Fußballstadion in der nordmazedonischen Stadt Strumica, Region Südosten.

## Geschichte
Mit einem Neubau im Jahr 2017 bietet es eine Kapazität von 9.200 Zuschauern und ist gemäß UEFA-Stadioninfrastruktur-Reglement ein Stadion der Kategorie 3. Deshalb hat es auch die Berechtigung zur Austragung von hochrangigen Wettbewerben und ist das zweite Stadion im Land, nach der Philip-II-Arena in Skopje. Es ist das Heimstadion der Fußballclubs FK Belasica Strumica, Akademija Pandev und FK Tiverija. Das Stadion wurde am 27. September 2019, nach dem im Jahr zuvor gestorbenen mazedonischen Torhüter Blagoj Istatov benannt. Vorher trug das Stadion den Namen Stadion Mladost (mazedonisch Стадион Младост; deutsch Jugend-Stadion).

## Länderspiele
Zu drei Partien trat die mazedonische Fußballnationalmannschaft im Stadion von Strumica an.
- 14. November 2009:  Nordmazedonien –  Kanada 3:0 (Freundschaftsspiel)
- 5. September 2017:  Nordmazedonien –  Albanien 1:1 (WM-Qualifikation 2018)
- 9. Oktober 2017:  Nordmazedonien –  Liechtenstein 4:0 (WM-Qualifikation 2018)